# Le Grand Bleu (cotre)
Pour les articles homonymes, voir Le Grand Bleu.
Le Grand Bleu est un cotre de type langoustier servant de voilier de plaisance. Son port d'attache actuel est Camaret-sur-Mer et son immatriculation est CM 194413 (quartier maritime de Camaret-sur-Mer).
Il a obtenu le label BIP (Bateau d'intérêt patrimonial) en 2017 par la Fondation du patrimoine maritime et fluvial.

## Histoire
« Le Grand Bleu » est un bateau construit en 1956 au chantier Pichavant à  Pont-L'Abbé. C'est un bateau de plaisance de type langoustier construit à partir d'une demi-coque de langoustier camaretois.
Baptisé La Réale à son lancement il est revendu en 1972. Avant 1980, le voilier coule à cause d'une vanne et il est racheté par des journalistes du Chasse-Marée qui le rebaptise Frando. Il est revendu en 1984 et prend le nom de Tan-I-Reret navigue à Trébeurden. Restauré partiellement en 1986 il est mis en vente mais il reste sans soin au chantier Descond de Combrit. Les propriétaires le font restaurer, en 2002, au chantier Despierre de La Rochelle. Il est revendu en 2015 et prend le nom de Rosa. Il est racheté par Brigitte Hervé, en 2016, qui le rebaptise Le Grand Bleu et le fait naviguer en rade de Brest pour des promenades en mer au départ de Camaret.
Il était présent à Temps fête Douarnenez 2018.